# Ceramius micheneri
Ceramius micheneri är en stekelart som beskrevs av Friedrich W. Gess 1968. Ceramius micheneri ingår i släktet Ceramius och familjen Masaridae. Inga underarter finns listade.